# Rietheim-Weilheim
Rietheim-Weilheim ist eine Gemeinde im Landkreis Tuttlingen in Baden-Württemberg.

## Geographie

### Geographische Lage
Rietheim-Weilheim liegt am Rande des Großen Heubergs auf der südwestlichen Schwäbischen Alb. Der weitaus überwiegende Teil der Gemeinde befindet sich im Tal des Faulenbachs.

### Nachbargemeinden
Im Norden grenzen die Städte Spaichingen und Balgheim an, im Osten Dürbheim und über den Stadtteil Nendingen die Kreisstadt Tuttlingen, im Süden Wurmlingen sowie im Westen Seitingen-Oberflacht und Hausen ob Verena. Dabei berührt Rietheim-Weilheim die Gemarkungen von Nendingen und Mühlheim nur an einem einzigen Punkt im Ursental.

### Gemeindegliederung
Rietheim-Weilheim besteht aus den früher selbständigen Gemeinden Rietheim und Weilheim.
Zur ehemaligen Gemeinde Rietheim gehören das Dorf Rietheim, der Weiler Bulzingen, der 1934 eingemeindet wurde und wahrscheinlich der älteste Ortsteil ist, sowie die Weiler Heuchen, Höfle, Lupbühl, Rußberg und Schmidten und das Gehöft Kehlen.
Zur ehemaligen Gemeinde Weilheim gehört das Dorf Weilheim. Im Gebiet der ehemaligen Gemeinde Weilheim liegt die abgegangene Burg Fürstenstein.
Rietheim ist von Weilheim etwa einen Kilometer entfernt, Rußberg ist etwa 1,5 km Luftlinie von Rietheim und etwa 2 km Luftlinie von Weilheim entfernt. Der tatsächliche Weg zu dem auf der Heuberg-Albhochfläche gelegenen Rußberg ist jedoch um einiges länger, da der Höhenunterschied von etwa 300 Höhenmetern mit Serpentinen bewältigt wird.

### Schutzgebiete
Rietheim-Weilheim hat Anteil am FFH-Gebiet Großer Heuberg und Donautal sowie am Vogelschutzgebiet Südwestalb und Oberes Donautal. Darüber hinaus gehört der Gemeindeteil östlich der Eisenbahnlinie zum Naturpark Obere Donau.

## Geschichte

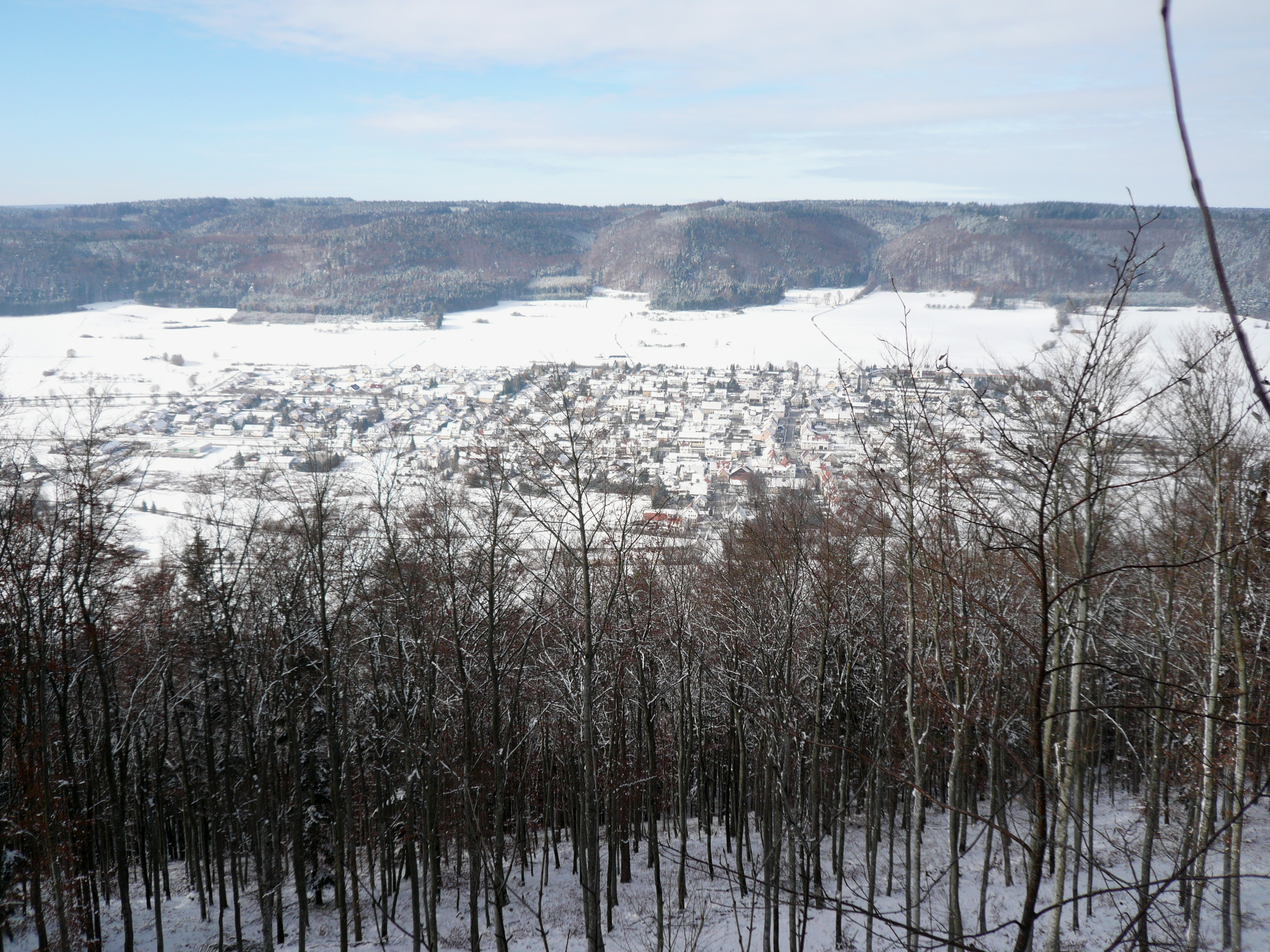
Winterlicher Blick auf Weilheim von der Schwäbischen Alb aus

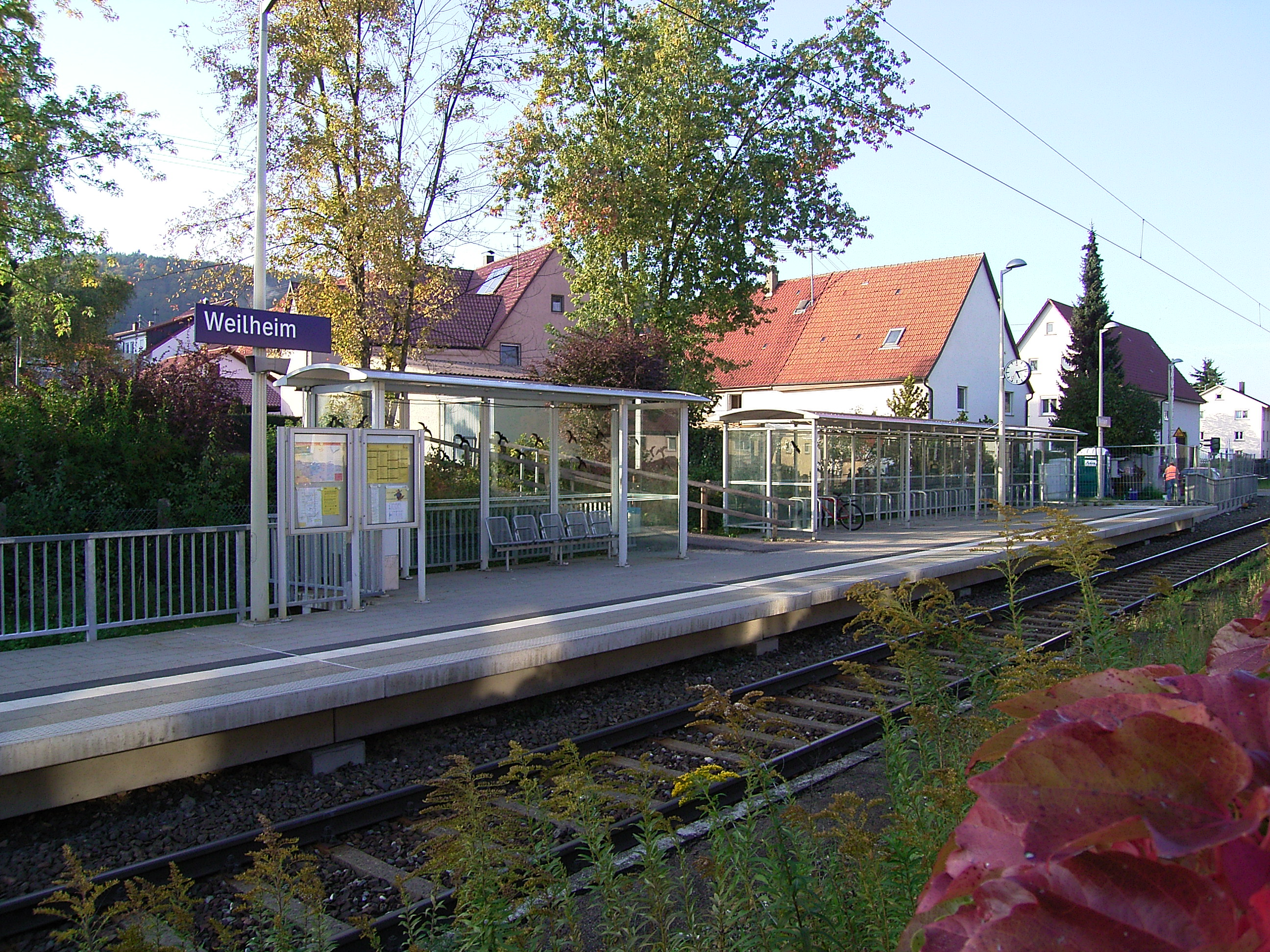
Ringzug-Haltepunkt Weilheim (Württ)

| Die Gemeinde Rietheim-Weilheim entstand bei der Gebietsreform in Baden-Württemberg am 1. Januar 1975 durch den Zusammenschluss der beiden bis dahin selbständigen Gemeinden Rietheim und Weilheim, um einer Eingemeindung durch die Stadt Tuttlingen zu entgehen. Im Jahre 1986 feierte Rietheim-Weilheim gemeinsam das 1200-jährige Jubiläum. |

### Rietheim
786 wurde Rietheim erstmals anlässlich einer Schenkung an das Kloster Sankt Gallen erwähnt. Im Spätmittelalter gehörte der Ort zur Grafschaft Lupfen und fiel 1444 an die Grafschaft Württemberg. Als Bestandteil des Stabsamtes Hohenkarpfen war Rietheim dem Amt Tuttlingen unterstellt.

### Weilheim
Im Mittelalter stand Weilheim unter der Herrschaft, die von den Inhabern der Burg Konzenberg ausging. Von 1300 bis 1600 gehörte Weilheim zum Domkapitel Konstanz und von 1600 bis 1803 zur dortigen Dompropstei. Von 1803 bis 1806 war Weilheim beim Kurfürstentum Baden und ab 1806 beim Königreich Württemberg.

### Verwaltungszugehörigkeit
Sowohl das altwürttembergische Rietheim als auch das neuwürttembergische Weilheim waren im 19. und frühen 20. Jahrhundert gemeinsam dem Oberamt Tuttlingen zugeordnet. Während der NS-Zeit in Württemberg gelangten die Orte 1938 zum Landkreis Tuttlingen. 1945 wurde das Gebiet Teil der Französischen Besatzungszone und kam somit zum Nachkriegsland Württemberg-Hohenzollern, welches 1952 im Land Baden-Württemberg aufging. Von 1952 bis 1972 befanden sich die Gemeinden mit dem Landkreis Tuttlingen im Regierungsbezirk Südwürttemberg-Hohenzollern.  Seit der Kreisreform von 1973 gehören sie mit ihrem Landkreis zum neuen Regierungsbezirk Freiburg.

## Politik

### Gemeinderat
Der Gemeinderat in Rietheim-Weilheim besteht aus den 12 ehrenamtlichen Gemeinderäten und dem Bürgermeister als Vorsitzendem. Der Bürgermeister ist im Gemeinderat stimmberechtigt. Bei der  Kommunalwahl am 9. Juni 2024 wurde der Gemeinderat durch Mehrheitswahl gewählt. Mehrheitswahl findet statt, wenn kein oder nur ein Wahlvorschlag eingereicht wurde. Die Bewerber mit den höchsten Stimmenzahlen sind dann gewählt. Die Wahlbeteiligung betrug 63,30 %.

### Bürgermeister
Von 1975 bis 2007 war Traugott Hauser (* 1947, CDU) Bürgermeister.
Von 2007 bis 2023 war Jochen Arno (CDU) Bürgermeister. Er war zuvor ab 2000 Bürgermeister von Gunningen. Von 2016 bis 2024 war er zusätzlich Bürgermeister von Hausen ob Verena. Bei der Bürgermeisterwahl 2023 trat er nicht erneut an.
Bürgermeister ist seit dem 5. Mai 2023 Felix Cramer von Clausbruch (* 1983, FDP). Er wurde am 12. März 2023 mit 67,1 Prozent der Stimmen zum Bürgermeister gewählt.

### Wappen
| | Blasonierung: „In gespaltenem Schild vorne in Gold (Gelb) drei rechtshin liegende, fünfendige schwarze Hirschstangen übereinander, hinten in Silber (Weiß) ein halbes rotes Kreuz am Spalt.“ |
| Wappenbegründung: Das am 29. Juni 1979 genehmigte Wappen bezieht sich mit den württembergischen Hirschstangen und dem halben Kreuz des Hochstifts Konstanz auf die frühere territoriale Zugehörigkeit beider Ortsteile. | |

### Banner und Flagge
|  | 00Banner: „Das Banner ist schwarz-gelb längsgestreift mit dem aufgelegten Wappen oberhalb der Mitte.“ |
|  | 00Hissflagge: „Die Flagge ist schwarz-gelb quergestreift mit dem Wappen in der Mitte.“                |

## Kultur und Sehenswürdigkeiten
Die Kommune ist dem Tourismusverband „Donaubergland“ angeschlossen.

### Pfarrkirche St. Georg
Bereits zu Anfang des 14. Jahrhunderts wurde im heutigen Ortsteil Weilheim der Grundstein für die im gotischen Stil erbaute Kapelle gelegt, die dem Heiligen St. Georg geweiht wurde. Der Turm ist der älteste Teil der heutigen Kirche, zur Pfarrkirche wurde die Kapelle erst 1776 erhoben. Der Turm bzw. dessen zwiebelförmiges Dach gilt als Wahrzeichen Weilheims sowie als markantes Kennzeichen des Faulenbachtals. In der Vergangenheit wurden innen und außen umfangreiche Renovierungs-, Sanierungs- und Modernisierungsmaßnahmen durchgeführt – zuletzt 1993.

### Evangelische Pfarrkirche
Bereits um das Jahr 1000 wurde die Sylvester-Kapelle im heutigen Ortsteil Rietheim erbaut. 1835 wurde ein Großteil der Kapelle als alt und baufällig abgebrochen, der Turm blieb jedoch bestehen. Im gleichen Jahr wurde die Kirche in einfachem Stil neu erbaut, diese Bausubstanz hat bis in die Gegenwart überdauert. 1963 bis 1964 wurde die Kirche innen renoviert und modernisiert. Zur Feier des 150-jährigen Bestehens wurde die Sylvester-Kirche 1985 erneuert renoviert, wobei das Äußere unverändert blieb.

### Maria-Hilf-Kapelle
Ende des 19. Jahrhunderts wurde die Maria-Hilf-Kapelle von den Bürgern von Weilheim erbaut. Dort wurde bis 1861 für die Hochöfen in Ludwigsthal Doggererz abgebaut. Frauen und Kindern war der Zutritt zu dem am 13. Juni 1857 von Untersteiger Bosch aufgefahrenen, 3,5 km langen Stollen verboten. Die Beleuchtung erfolgt mit Erdöl. Die Männer stellten sich vor Arbeitsbeginn um das Loch herum und sprachen ein Vaterunser.
Der provisorischen Assessor Steinheil hat, in der Akte E 244 Bü 96 archiviert, am 23. Februar 1858 einen Grund- und Aufriss des Standes der Grubenarbeiten im Eisensteinflöz bei Weilheim, mit schwarze und rote Tinte, im Format 57,7 × 64,8 cm, gezeichnet.
Neuerdings erstrahlt die Kapelle auch Nachts im Scheinwerferlicht.

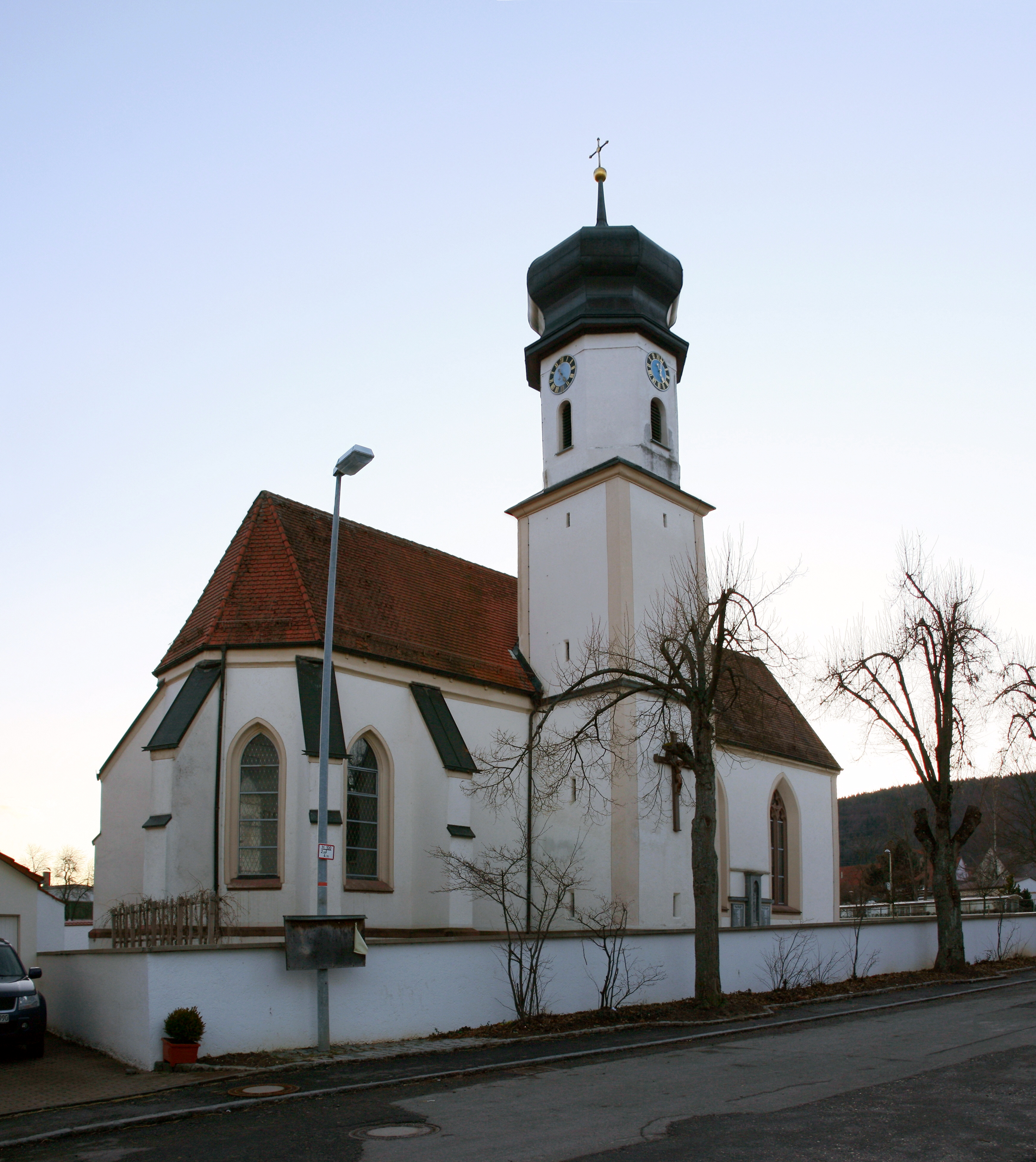
Pfarrkirche St. Georg
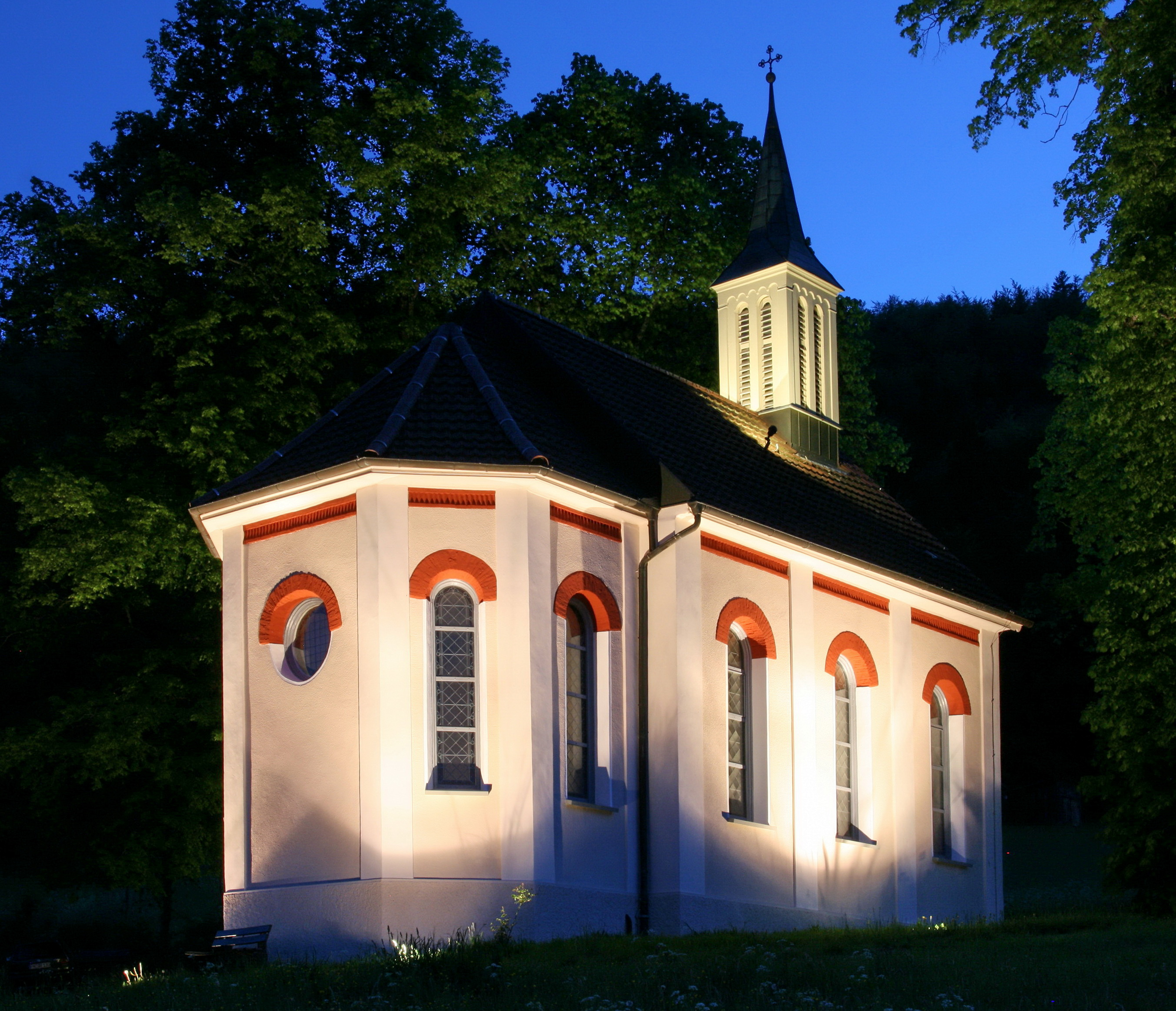
Maria-Hilf-Kapelle
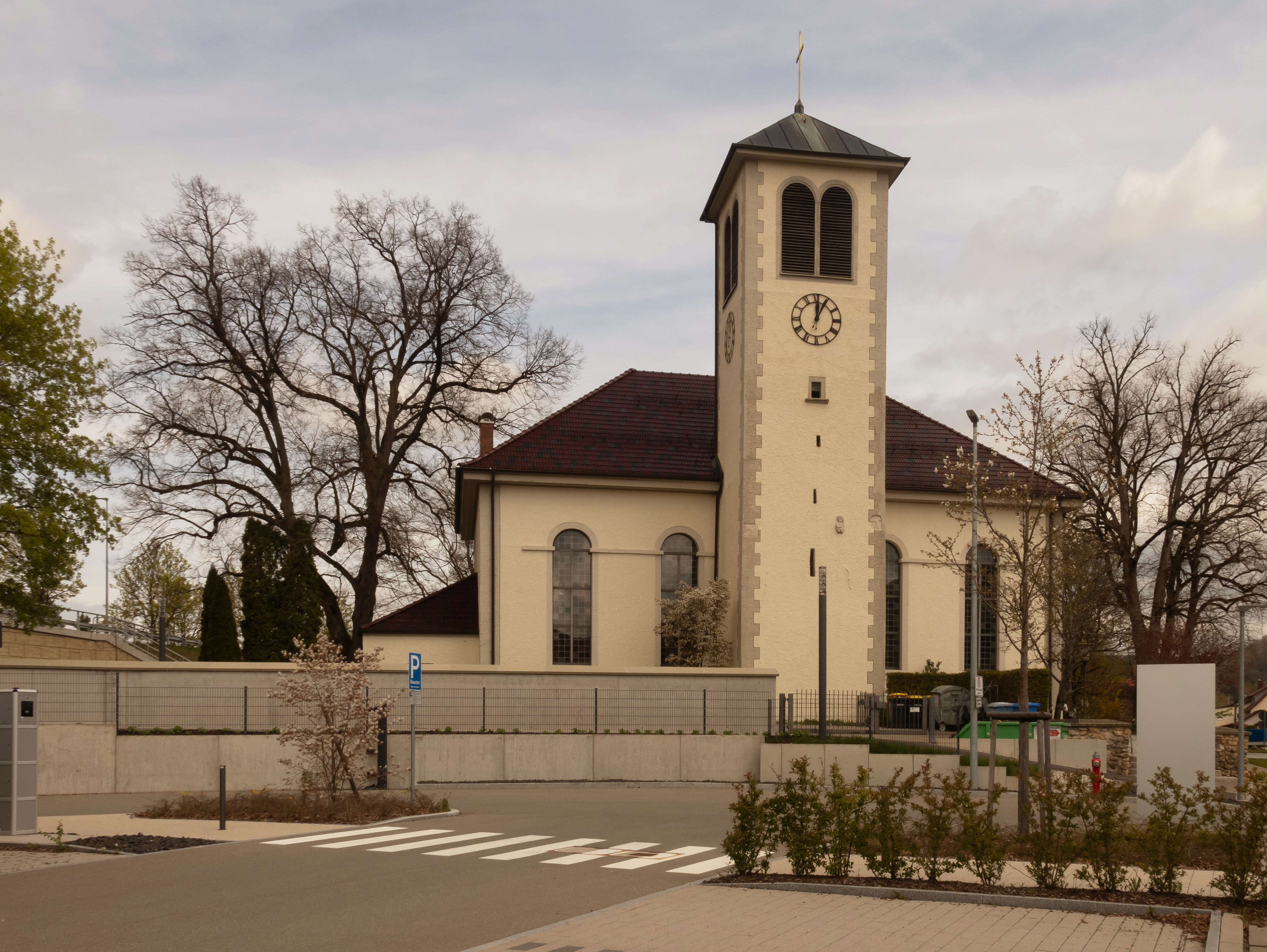
Sylvesterkapelle

## Wirtschaft und Infrastruktur

### Verkehr
Rietheim-Weilheim liegt im Gebiet des Verkehrsverbunds Schwarzwald-Baar-Heuberg. Die Bahnstrecke Plochingen–Immendingen führt durch die Gemeinde, mit dem Bahnhof Rietheim und dem Haltepunkt Weilheim (Württ). Seit der Einführung des Ringzuges 2003 verkehren wieder Züge in Richtung Rottweil, Tuttlingen, Immendingen sowie Leipferdingen.
Durch eine Alltagsroute aus dem Radnetz Baden-Württemberg sind Rietheim und Weilheim über Wurmlingen mit Tuttlingen und in der anderen Richtung über Balgheim und Spaichingen mit Rottweil verbunden.

### Unternehmen
Die Gemeinde ist ein bedeutender Industriestandort in der Region mit über 2000 Arbeits- und Ausbildungsplätzen, 1700 Einpendlern sowie 600 Auspendlern. Bekannt ist Rietheim-Weilheim vor allem durch die Marquardt-Gruppe, einem Hersteller für Schalt- und Automobilsysteme sowie der Firma WERMA Signaltechnik, Hersteller für optische und akustische Signalgeräte.

### Steuersätze
Im Jahr 2012 hatte die Gemeinde bei allen 3 Gemeindesteuerarten Grundsteuer A, Grundsteuer B und Gewerbesteuer die niedrigsten Hebesätze im gesamten Landkreis Tuttlingen.

## Persönlichkeiten
- Erich Hauser (1930–2004), Bildhauer
- Ewald Marquardt (1931–2022), Unternehmer
- Jakob Marquardt (1928–2007), Unternehmer
- Robin Haller (* 1986), Handballspieler